# كارين تيليس
كارين تيليس (ولدت في 16 أغسطس 1978) ممثلة برازيلية. اشتهرت بدورها في فيلم الأم الثانية.

## روابط خارجية
- كارين تيليس في قاعدة بيانات الأفلام على الإنترنت